# Govinda

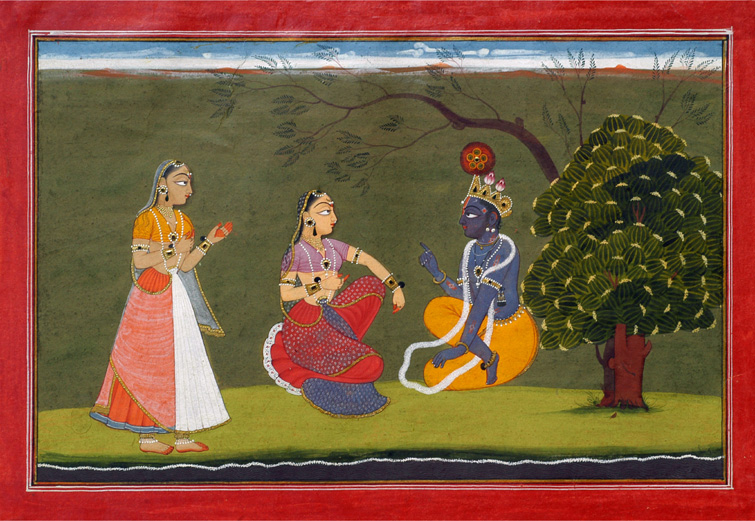
Radha y Góvinda charlando, mientras una gopi los atiende.

Góvinda es otro nombre del avatar Krishna.

## Nombre sánscrito
- govinda, en el sistema AITS (alfabeto internacional para la transliteración del sánscrito).[1]
- गोविन्द, en escritura devanagari del sánscrito.[1]
- Pronunciación:
  - /góvinda/ en sánscrito[1] o bien
  - /govínd/ en varios idiomas modernos de la India (como el bengalí, el hindí, el maratí o el palí).
- Etimología: esta palabra gov-inda es una deformación prácrita que proviene del sánscrito gopendra:[1]
  - gopa: ‘pastor’ (que proviene de gopalá: ‘cuidador de vacas’, siendo go: ‘vaca’ y palá: ‘cuidador’).
  - indra: ‘jefe’

Existe una etimología popular entre los religiosos hinduistas: ‘aquel que da placer a las vacas’, ya que go significa ‘vaca’, pero no existe una palabra sánscrita vinda (que tendría que significar ‘dador de placer’). Hubo una reina visigoda arriana en España, muerta el 589, de nombre: 'Goswintha', o: 'Gosvinda', idéntico en etimología y semántica, algunos lo interpetan como: 'El camino de las vacas'.

## Leyenda
La leyenda de cómo Krisna adquirió el nombre de Góvinda, se describe en detalle en el Visnú-purana (c. siglo IV d. C.): el dios de la lluvia Indra, enojado por la soberbia del niño Krisna y sin saber que era el dios de los dioses, envío una tormenta arrasadora para destruir a Krisna y a los habitantes y las vacas de su pueblo (Vrindavan). Entonces Krisna levantó toda la colina de Góvardhana y cobijó a los habitantes de Vrindavan. Indra se dio cuenta de su error, se prosternó ante Krisna y le otorgó este título.

## Datación
Según Klaus Klostermaier, al culto original de Vasudeva (Krisna como avatara del dios Visnú, que puede remontarse a varios siglos antes de nuestra era) se fueron agregando la adoración a Gópala (Krisna como pastorcito de vacas), luego la adoración a Bala Krisna (el Niño Dios) y finalmente la adoración a Gopi-yana-válabha (Krisna adolescente, como ‘amante del grupo de las gopis’), que sería la última etapa ―la del Bhágavat-purana, ya en el siglo XI d. C.― en el proceso histórico que resultó en el krisnaísmo contemporáneo.
En el siglo VIII, el filósofo Shankará escribió una famosa oración llamada Bhaya Govindam (bhaya govindam, bhaya govindam, bhaya govindam, mudha mate: ‘adora a Góvinda, adora a Góvinda, adora a Góvinda, tonta mente’) que explica que si una persona rinde culto a Góvinda puede fácilmente cruzar el océano del nacimiento y la muerte. Esto se refiere a la creencia de que la adoración a Krisna puede sacar a los creyentes fuera del ciclo del samsara (reencarnación) y conducirlos a la vida eterna.

## Uso del nombre
- Góvinda es un nombre de Krisna que aparece como el número 187 entre los 539 nombres que aparecen en el Visnú-sajasra-nama (‘los mil nombres de Visnú’), un capítulo del Majábharata (texto épico-religioso del siglo III a. C.).
- De acuerdo con los comentarios del filósofo Sankará al Visnú-sajasra-nama, traducido por Suami Tapasiananda, Góvinda tiene los siguientes significados:
  - El «Shanti parva» (capítulo de la paz) del Majábharata sostiene que Visnú restaurará la Tierra, que ha caído en el inframundo o Patala, así que todos los devas rezan a Góvinda como protector de la Tierra.
- En el Jari-vamsha ―posiblemente el primer texto que cuenta acerca de los pasatiempos de la infancia de Krisna como pastor de vacas, ya que el Majábharata solo cuenta la vida de Krisna como rey―, el dios Indra le reza a Krisna como ‘amante de las vacas’, para tener asegurado el amor de las vacas.